# 杠板归
杠板归（学名：Persicaria perfoliata），又名扛板归、刺犁頭、老虎利、老虎刺、犁尖草、貫葉蓼、犁壁刺、山蕎麥、退血草、犁壁藤、老虎艽、蛇不過、蛇倒退、河白草、退西草、三角鹽酸，为蓼科蓼属植物贯叶蓼的全草。其有化瘀补血，清热解毒之功效，动物实验表明对肿瘤有抑制作用。利水消肿，清热，活血，解毒。治食道、胃、肝、肠、前列腺等部位癌症。原產地為中國大陸、日本、印度、馬來西亞、台灣。

## 近似名字
扛板歸*(杠板歸) 的英文名稱之一Mile-a-minute Weed（中譯為一分鐘可生長一英里的野草）與另一種攀緣植物小花蔓澤蘭的英文名稱相同，但兩者的學名並不相同。

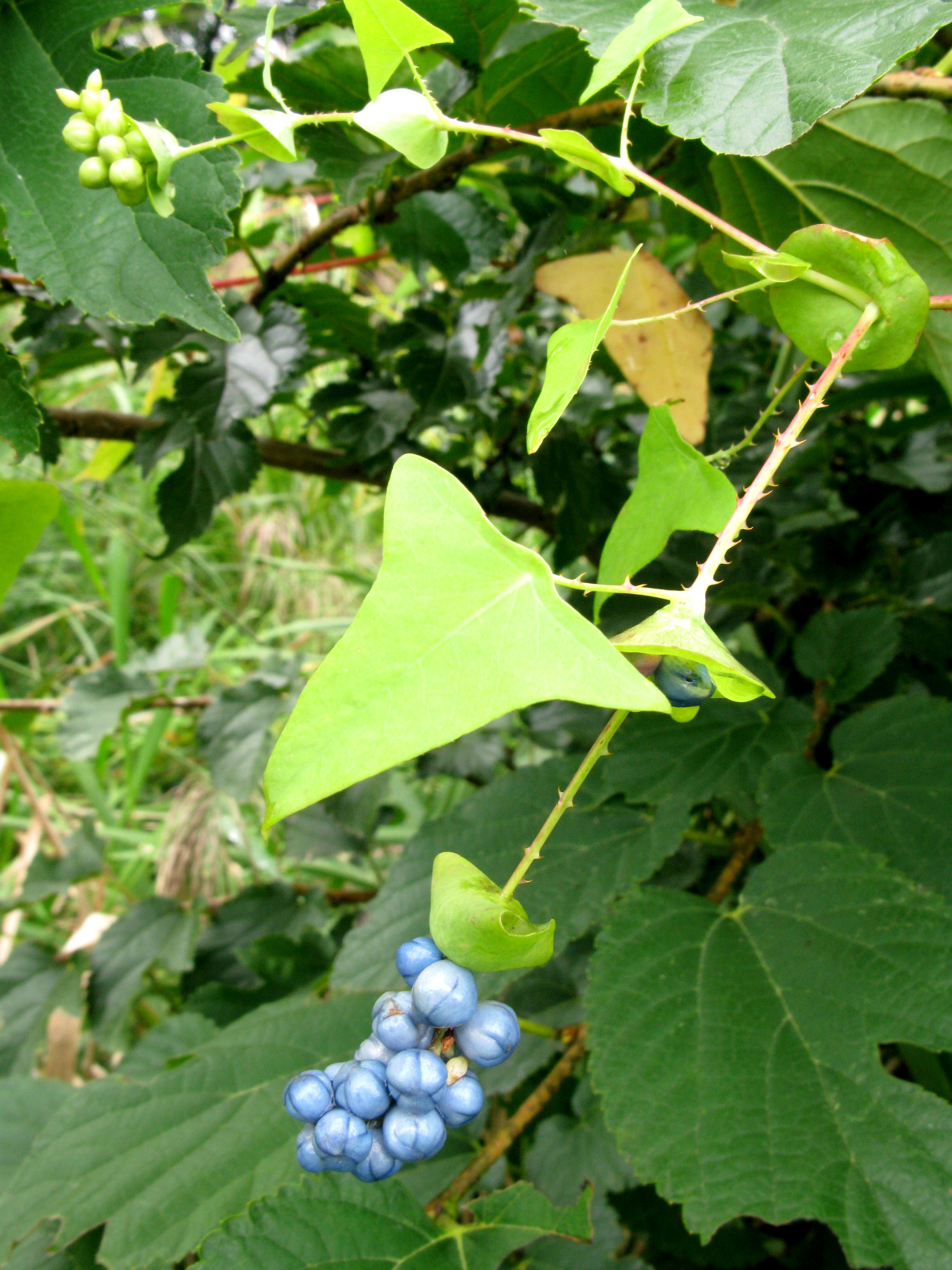
摄於福島县会津地方

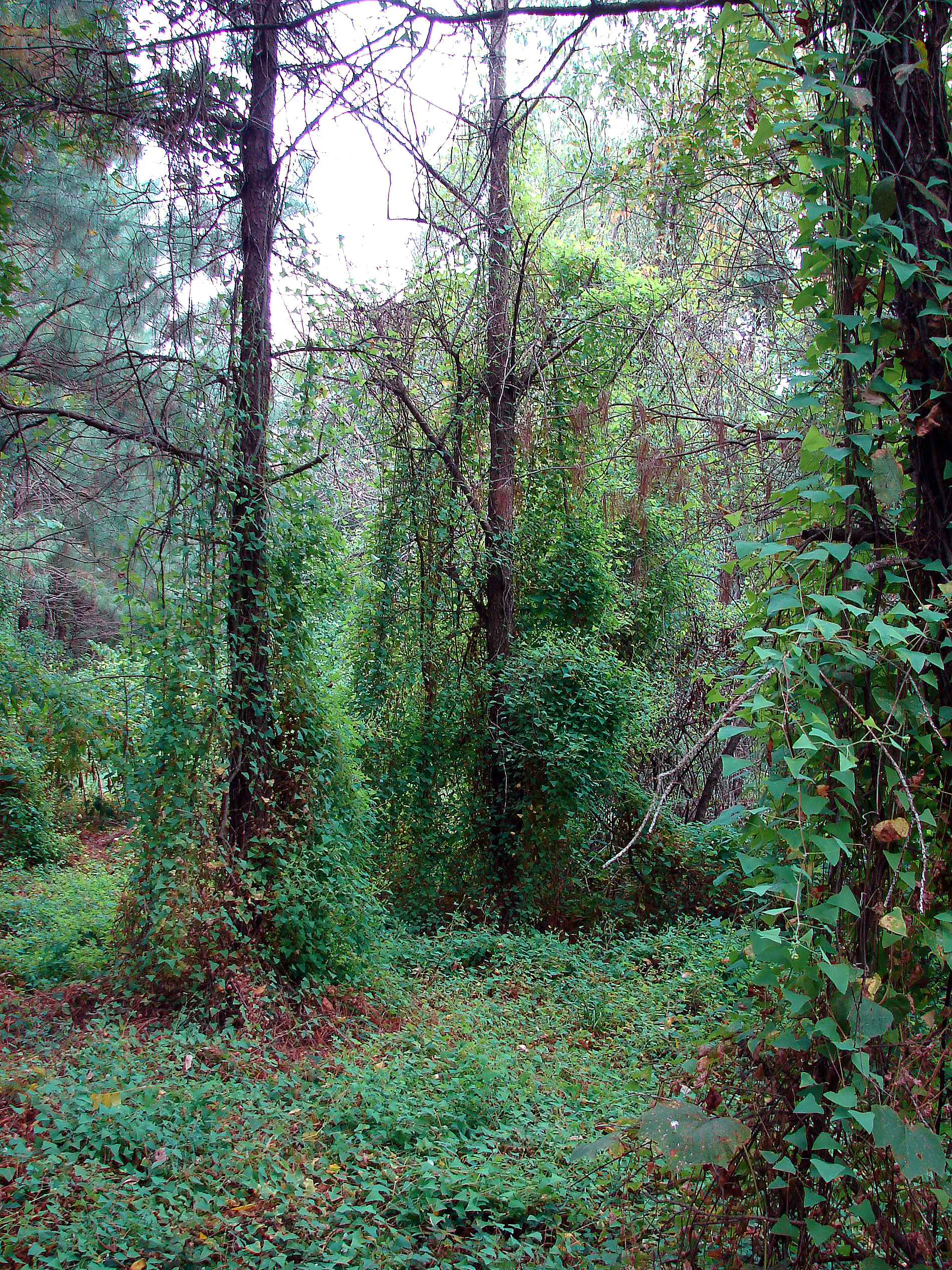

## 外部連結
- 杠板歸 Gangbangui （页面存档备份，存于） 藥用植物圖像數據庫 (香港浸會大學中醫藥學院) （中文）（英文）
- 杠板歸 Gang Ban Gui （页面存档备份，存于） 中藥標本數據庫 (香港浸會大學中醫藥學院) （繁體中文）（英文）
- 扛板归的图片 （页面存档备份，存于）